# Posna
Posna (mađ. Koplaló, Koplaló tanya)) je seosko naselje u jugoistočnoj Mađarskoj.

## Zemljopisni položaj
2 je km sjeverozapadno od Rima. Borota je istočno, zaštićeni krajolik Ajoške homokpuszte i Alsószentkata su sjeveroistočno, Loma je sjeverno, Nadvar je sjeverozapadno, Čikuzda i Čenad su zapadno-sjeverozapadno, Vancaga i Baja su jugozapadno.

## Upravna organizacija
Nalazi se u bajskoj mikroregiji u Bačko-kiškunskoj županiji. Upravno pripada selu Rimu, a uz ovo selo to su još i Álmos, Kopalja (mađ. Kapolya) i Szentpál.
Poštanski je broj 6446. 

## Stanovništvo
2001. je godine u Posnoj živjelo 36 Posnjanina i Posnjanka.